# 김충현 (서예가)
김충현(金忠顯, 1921년 4월 2일 ~ 2006년 11월 19일)은 대한민국의 서예가이다. 본관은 안동(安東), 자는 서경(恕卿), 호는 ‘일중(一中)’이며, 서울 출신이다.

## 생애
1943년 중동학교를 졸업하였으며 같은 해 1943년 서예가로 첫 입문하였다. 이후 1949년 문교부 예술위원, 서울특별시 문화위원 등을 역임했고, 1953년 국전 심사위원이 되었다. 1965년 한국 서예가협회 상임위원이 되었고 동방연서회(東方硏書會)를 창립, 이사장으로서 1천5백여 회원들에게 서예를 지도하기도 했다. 1968년부터 1974년까지 서예가협회 회장을 맡았고, 1975년에는 학교법인 오산학원 이사장이 되었다. 1983년 백악미술관을 건립하여 대표로 활동하였고, 1998년 3월부터 4월까지 서예 개인전을 3차례 열었다.
7세 때 안진경체(顔眞卿體)를 쓰기 시작했고 만년에는 후한(後漢) 조전비서풍(曹全碑書風)의 예서(隸書)를 썼다. 궁체(宮體) 한글은 국내 독보적인 존재로 알려지고 있다. 김응현과 중계(仲季)의 형제간으로 그들의 사백(舍伯) 김문현(金文顯) 등 3인 모두 삼절(三絶)로 불릴 만큼 일가(一家)의 서풍(書風)을 이루었다. 대한민국문화예술상‧예술원상‧보관문화훈장‧추사서예대상원로작가상‧은관문화훈장 등을 받았다.
주요작품으로 〈4·19의거 희생자 묘비〉, 〈권도원수 행주대첩비명〉, 〈이충무공 한산도제승당비〉, 〈병천 유관순 기념비〉, 〈예산 윤봉길의사 기념비〉, 〈백범 김구선생 묘비〉, 〈사육신묘비〉, 〈의암손병희선생 묘비〉, 〈월남 이상재선생 묘비〉, 독립기념관 현판이 있다.
저서로는 『우리글씨 쓰는 법』‧『근역서보』‧『서예집성』‧『한글서예』등이 있고, 대표 작품으로 『경복궁의 건축문 현판 글씨』‧『서울 남산의 안중근 동상 및 충무공 기념비 글씨』‧『탑골공원 3ㆍ1정신찬양비문』‧『대통령 이승만과 박정희 묘비 글씨』 등이 있다.